# Titi et Grosminet dans une aventure infernale
Pour les articles homonymes, voir Titi et Grosminet (homonymie).
Titi et Grosminet dans une aventure infernale (Sylvester and Tweety in Cagey Capers) est un jeu vidéo de plates-formes sorti en 1994 sur Mega Drive. Le jeu a été développé par Tecmagik et édité par Time Warner Interactive. Il est basé sur la série de dessins animés Titi et Grosminet.